# ジェームズ・グリッケンハウス
ジェームズ・グリッケンハウス（James Glickenhaus、1950年7月24日 - ）は、アメリカ合衆国の映画監督、脚本家、映画プロデューサー、自動車収集家。

## 来歴・人物
ニューヨーク出身。1975年に映画監督デビュー。1980年に制作したバイオレンス・アクション映画『エクスタミネーター』がカルト的大ヒットし、以後、主にB級アクション映画の監督として活動した。

### 映画『プロテクター』について
1985年、グリッケンハウスはジャッキー・チェンが主演した第2作目のアメリカ映画『プロテクター』を監督したが、口汚く罵るような台詞やエロ描写を取り入れたグリッケンハウスの演出にジャッキーが猛反発し、「アジア地区では自分の編集した作品を公開させてほしい」との主張を映画会社に対して認めさせ、気に入らないシーンを大幅にカット、さらに脚本も大幅に書き直し、新たに撮影をし直して、自身のイメージした作品に仕上げたものをアジア各国で公開した。

### 自動車愛好家として

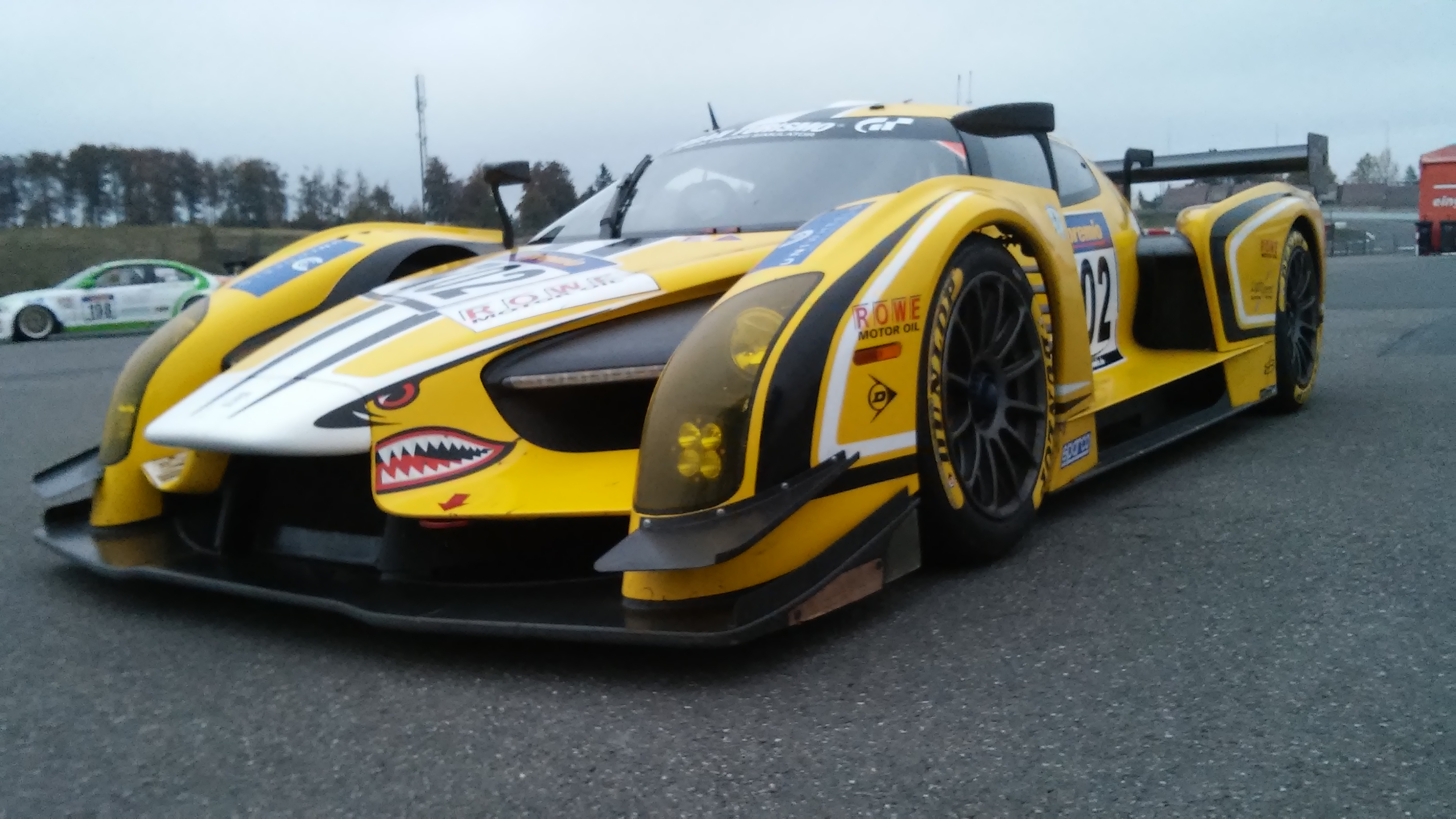
SCG・003

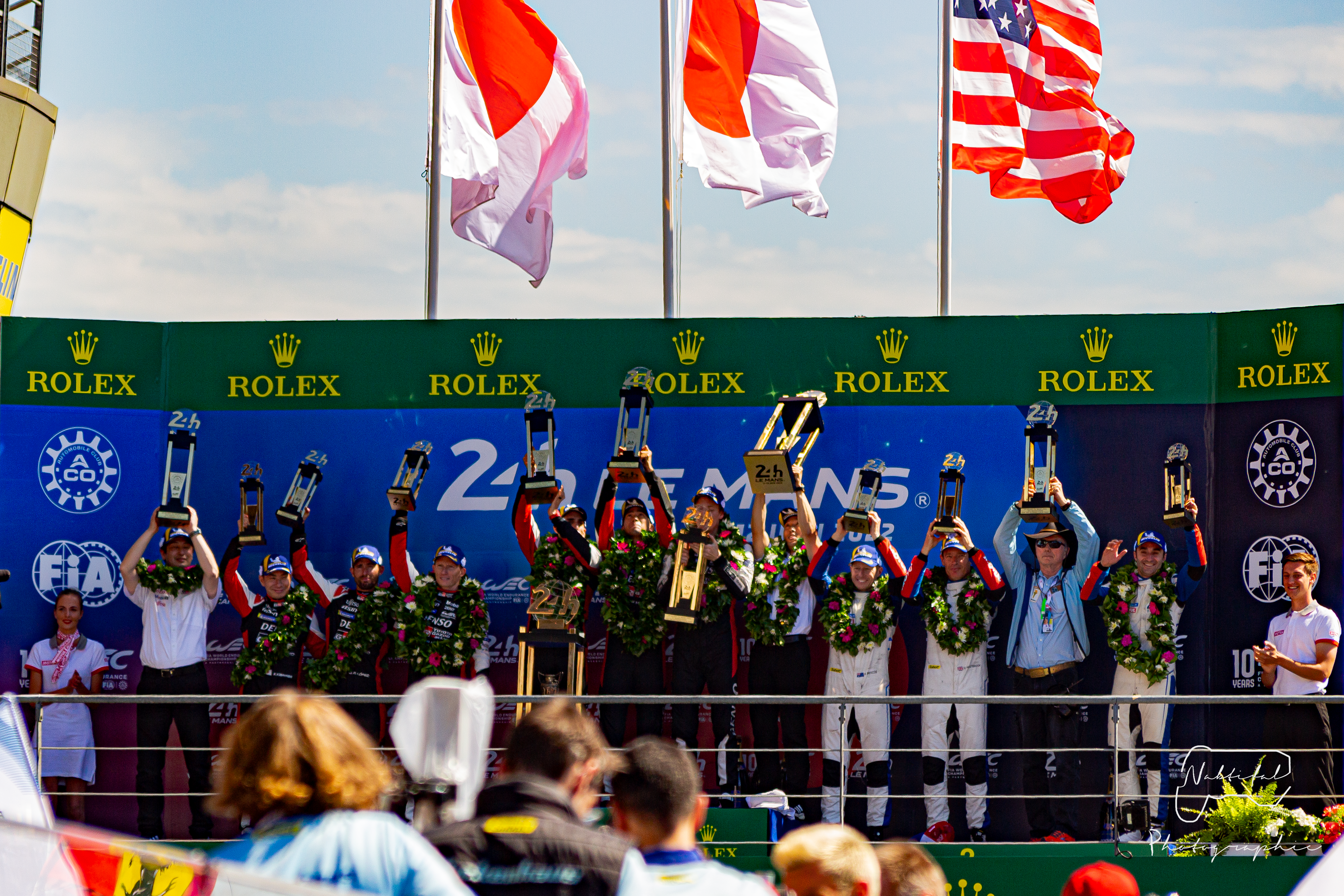
2022年ル・マンの表彰台にて。右から3番目、水色の服を着てハットを被っているのがグリッケンハウス

自動車愛好家としても知られ、「稼ぎの半分はウォール街、もう半分は自動車につぎ込んだ」と豪語している。旧車のスーパーカー、特にフェラーリの旧車を多く収集している。
既製品のスーパーカーを買うだけでなく、「スクーデリア・キャメロン・グリッケンハウス（SCG）」という自動車改造チームを作り、レーシングカーのローラ・T70を公道仕様にしたり、逆にフェラーリ・エンツォフェラーリをレース仕様にしたりと自分だけのワンオフ・モデルを製作し、2011年からニュルブルクリンク24時間レースにも登場させた。
2015年、レースカーでありながら公道も走れるという初のオリジナル・モデル「SCG 003」を完成させた。
2014年には、フェラーリ・モデューロをオークションで落札、購入している。
2019年にはスティーブ・マックイーンへのオマージュとしてオフロード用バギーを開発してバハ1000に参戦、クラス優勝を挙げた。
2021年からはついにル・マン24時間レースを含むWEC（世界耐久選手権）のハイパーカークラスへ参入し、TOYOTA GAZOO Racingやアルピーヌなどの大手自動車メーカー勢と戦いを繰り広げた。

## 主な作品

### 監督
- 過去を呼ぶ予言者 The Astrologer (1975)
- エクスタミネーター The Exterminator (1980) 脚本も
- ザ・ソルジャー The Soldier (1982) 脚本・製作も
- プロテクター The Protector (1985) 脚本も
- シェイクダウン Shakedown (1988) 脚本も
- マクベイン McBain (1991) 脚本も
- ザ・スローター/赤い迷宮 Slaughter of the Innocents (1993) 脚本も

### プロデューサー
- マニアック・コップ Maniac Cop (1988) 製作総指揮
- フランケンフッカー Frankenhooker (1990) 製作総指揮
- バスケット・ケース2 Basket Case 2 (1990) 製作総指揮
- バスケット・ケース3 Basket Case 3: The Progeny (1992) 製作総指揮
- ビリー'S GUN ＆ FIGHT！Tough and Deadly (1995) 製作総指揮